# 卡洛斯·卡斯蒂略 (棒球運動員)
卡洛斯·卡斯蒂略（英語：Carlos Castillo，1975年4月21日—）為美國棒球运动员，曾經效力於中華職棒誠泰COBRAS與兄弟象，守備位置為投手。2010年球季拿下勝投王、防禦率王與最佳十人獎。

## 經歷
- 美國職棒芝加哥白襪（小聯盟～大聯盟，1994年～1999年）
- 美國職棒佛羅里達馬林魚（小聯盟，2000年）
- 美國職棒波士頓紅襪（小聯盟～大聯盟，2000年～2001年）
- 日本職棒福岡大榮鷹（2002年）
- 美國職棒芝加哥白襪（小聯盟，2003年）
- 美國職棒獨立聯盟Newark Bears（2005年）
- 美國職棒獨立聯盟Road Warriors（2007年）
- 中華職棒誠泰COBRAS（2007年）（登錄名（日语：登録名）凱提歐）
- 美國職棒獨立聯盟Bridgeport Bluefish（2008年）
- 美國職棒獨立聯盟Long Island Ducks（2008年）
- 美國職棒獨立聯盟Joliet JackHammers（2008年）
- 美國職棒獨立聯盟South Louisiana Pipeliners （2009年）
- 委內瑞拉聯盟Navegantes del Magallanes （2009年10月～12月）
- 波多黎各棒球聯盟Gigantes de Carolina（2009年12月～2011年1月17日）
- 中華職棒兄弟象（登錄名（日语：登録名）卡斯帝）（2010年3月～2011年4月2日）

## 職棒生涯成績

### 美國職棒
| 年度   | 球隊       | 出賽 | 勝投 | 敗投 | 中繼 | 救援 | 完投 | 完封 | 四死 | 三振 | 責失 | 投球局數 | 防禦率 |
| ------ | ---------- | ---- | ---- | ---- | ---- | ---- | ---- | ---- | ---- | ---- | ---- | -------- | ------ |
| 1997年 | 芝加哥白襪 | 37   | 2    | 1    | 3    | 1    | 0    | 0    | 33   | 43   | 33   | 66.1     | 4.48   |
| 1998年 | 芝加哥白襪 | 54   | 6    | 4    | 3    | 0    | 0    | 0    | 35   | 64   | 57   | 100.1    | 5.11   |
| 1999年 | 芝加哥白襪 | 18   | 2    | 2    | 1    | 0    | 0    | 0    | 14   | 23   | 26   | 41.0     | 5.71   |
| 2001年 | 波士頓紅襪 | 2    | 0    | 0    | 0    | 0    | 0    | 0    | 0    | 0    | 2    | 3.0      | 6.00   |
| 合計   | 4年        | 111  | 10   | 7    | 7    | 1    | 0    | 0    | 82   | 130  | 118  | 210.2    | 5.04   |

### 中華職棒
- (粗黑體字為該年度最佳或最高成績)

| 年度 | 球隊       | 出賽 | 先發 | 勝投 | 敗投 | 完投 | 完封 | 救援 | 中繼 | 三振 | 四死 | 投球局數 | 責失 | 防禦率 |
| ---- | ---------- | ---- | ---- | ---- | ---- | ---- | ---- | ---- | ---- | ---- | ---- | -------- | ---- | ------ |
| 2007 | 誠泰COBRAS | 6    | 4    | 0    | 4    | 0    | 0    | 0    | 0    | 11   | 3    | 21.1     | 18   | 7.59   |
| 2010 | 兄弟象     | 36   | 17   | 14   | 5    | 3    | 0    | 2    | 5    | 83   | 31   | 165.2    | 40   | 2.17   |
| 2011 | 兄弟象     | 2    | 2    | 0    | 2    | 0    | 0    | 0    | 0    | 1    | 2    | 4.1      | 10   | 20.77  |
| 合計 | 3年        | 44   | 23   | 14   | 11   | 3    | 0    | 2    | 5    | 95   | 36   | 191.1    | 68   | 3.20   |

## 特殊事蹟
- 2010年6月12日面對La New熊，主投9局被打出5支安打，送出3次三振，1次四死球，拿下個人在中華職棒第一場完投勝。
- 2010年8月7日面對La New熊，主投8局被打出5支安打，送出3次三振，1次四死球，拿下本季第10勝，成為本季第一位拿到10勝的投手。

## 外部連結
- 卡洛斯·卡斯蒂略在台灣棒球維基館上的頁面（繁體中文）
- 卡洛斯·卡斯蒂略在美國職棒官網（英语）
- 卡洛斯·卡斯蒂略在中華職棒官網
- 卡洛斯·卡斯蒂略在Baseball-Reference.com（大聯盟）（英语）
- 卡洛斯·卡斯蒂略在Baseball-Reference.com（小聯盟以及海外聯盟）（英语）
- 卡洛斯·卡斯蒂略在FanGraphs.com（英语）
- 卡洛斯·卡斯蒂略在Retrosheet（英语）
- 卡洛斯·卡斯蒂略在The Baseball Cube（英语）

| 前任： 正田樹 | 中華職棒勝投王 2010年           | 繼任： 羅曼 |
| 前任： 潘威倫 | 中華職棒防禦率王 2010年         | 繼任： 銳   |
| 前任： 雷克斯 | 中華職棒最佳十人獎(投手) 2010年 | 繼任： 羅曼 |